# Prima Categoria Marche 1959-1960
Il campionato di calcio di Prima Categoria 1959-1960 è stato il massimo livello dilettantistico di quella stagione sportiva. A carattere regionale, fu il primo con questo nome dopo la riforma voluta da Bruno Zauli del 1958.
I campioni regionali venivano di norma ammessi in Serie D, ma era facoltà della Lega Semiprofessionisti respingere a sua discrezione le nuove entranti basandosi su criteri economici ed infrastrutturali: fu questo il caso delle Marche dove i campioni del Falco furono giudicati espressione di una realtà come Acqualagna incapace di produrre un reddito significativo per l'insieme del sistema calcistico interregionale. La Lega di Firenze volle comunque riconoscere una presenza alla regione, e ripescò conseguentemente la seconda classificata.
Ogni altro aspetto organizzativo era lasciato invece al Comitato Regionale Marchigiano.

## Girone A

### Squadre partecipanti
| Squadra                | Città (provincia)        | Stagione precedente                           |
| ---------------------- | ------------------------ | --------------------------------------------- |
| Pol. Cagliese          | Cagli (PS)               | 4° in 2ª Categoria Marche - girone A          |
| S.S. Ennio Passamonti  | Camerino (MC)            |                                               |
| A.S. Fabriano          | Fabriano (AN)            |                                               |
| U.S. Falco             | Acqualagna (PS)          | 1° in 2ª Categoria Marche - girone A          |
| A.S. Falconarese       | Falconara Marittima (AN) | 13° in Campionato Dilettanti Marche 1958-1959 |
| U.S. Fermignanese      | Fermignano (PS)          | 3° in 2ª Categoria Marche - girone A          |
| S.S. Forsempronese     | Fossombrone (PS)         | 2° in 2ª Categoria Marche - girone A          |
| S.S. Fortitudo         | Fabriano (AN)            | 1° in 2ª Categoria Marche - girone B          |
| U.S. Junior            | Ancona                   |                                               |
| Magnadyne PS           | Pesaro                   | 7° in Campionato Dilettanti Marche 1958-1959  |
| S.S. Matelica          | Matelica (MC)            |                                               |
| S.S. Piano San Lazzaro | Ancona                   | 11° in Campionato Dilettanti Marche 1958-1959 |
| C.S.I. Pro Calcio      | Fano (PS)                | 14° in Campionato Dilettanti Marche 1958-1959 |

### Classifica finale
|  | Pos. | Squadra            | Pt | G  | V  | N  | P  | GF | GS | DR  |
|  | ---- | ------------------ | -- | -- | -- | -- | -- | -- | -- | --- |
|  | 1.   | Falco              | 38 | 24 | 17 | 4  | 3  | 58 | 24 | +34 |
|  | 2.   | Fabriano           | 37 | 24 | 16 | 5  | 3  | 66 | 23 | +43 |
|  | 3.   | Matelica           | 31 | 24 | 14 | 3  | 7  | 47 | 28 | +19 |
|  | 4.   | Magnadyne PS       | 30 | 24 | 11 | 8  | 5  | 39 | 27 | +12 |
|  | 5.   | Cagliese           | 29 | 24 | 11 | 7  | 6  | 32 | 26 | +6  |
|  | 6.   | Piano San Lazzaro  | 22 | 24 | 8  | 6  | 10 | 29 | 30 | -1  |
|  | 6.   | CSI Pro Calcio     | 22 | 24 | 6  | 10 | 8  | 24 | 27 | -3  |
|  | 6.   | Fossombrone        | 22 | 24 | 8  | 6  | 10 | 24 | 33 | -9  |
|  | 9.   | Ennio Passamonti   | 21 | 24 | 8  | 5  | 11 | 35 | 34 | +1  |
|  | 9.   | Fermignanese       | 21 | 24 | 9  | 3  | 12 | 29 | 41 | -12 |
|  | 11.  | Falconarese        | 16 | 24 | 5  | 6  | 13 | 25 | 45 | -20 |
|  | 12.  | Fortitudo Fabriano | 15 | 24 | 5  | 5  | 14 | 14 | 47 | -33 |
|  | 13.  | Junior             | 8  | 24 | 1  | 6  | 17 | 12 | 49 | -37 |

Legenda:

      Ammesso alle finali nazionali.
      Retrocesso in Seconda Categoria.
Note:

Due punti a vittoria, uno a pareggio, zero a sconfitta.

## Girone B

### Squadre partecipanti
| Squadra                | Città (provincia)        | Stagione precedente |
| ---------------------- | ------------------------ | ------------------- |
| G.S. Castelfidardo     | Castelfidardo (MC)       |                     |
| S.S. Corridonia        | Corridonia (MC)          |                     |
| A.C. Elpidiense        | Sant'Elpidio a Mare (AP) |                     |
| S.S. Enzo Andreanelli  | Ancona                   |                     |
| U.S. Loreto Calcio     | Loreto (AN)              |                     |
| S.S. Montegiorgio      | Montegiorgio (AP)        |                     |
| U.S. Osimana           | Osimo (AN)               |                     |
| S.S. Portorecanati     | Porto Recanati (MC)      |                     |
| S.S. Potenza Picena    | Potenza Picena (MC)      |                     |
| S.S. Pro Calcio Ascoli | Ascoli Piceno            |                     |
| U.S. Recanatese        | Recanati (MC)            |                     |
| A.S. San Crispino      | Porto Sant'Elpidio (AP)  |                     |
| A.C. Sangiustese       | Monte San Giusto (MC)    |                     |
| U.S. Tolentino         | Tolentino (MC)           |                     |

### Classifica finale
|  | Pos. | Squadra           | Pt | G  | V  | N | P  | GF | GS | DR  |
|  | ---- | ----------------- | -- | -- | -- | - | -- | -- | -- | --- |
|  | 1.   | San Crispino      | 44 | 26 | 20 | 4 | 2  | 72 | 21 | +51 |
|  | 2.   | Elpidiense        | 35 | 26 | 14 | 7 | 5  | 62 | 21 | +41 |
|  | 2.   | Portorecanati     | 35 | 26 | 14 | 7 | 5  | 58 | 18 | +40 |
|  | 4.   | Sangiustese       | 34 | 26 | 15 | 4 | 7  | 51 | 37 | +14 |
|  | 5.   | Osimana           | 31 | 26 | 12 | 8 | 6  | 27 | 27 | 0   |
|  | 6.   | Loreto            | 29 | 26 | 11 | 7 | 8  | 53 | 33 | +20 |
|  | 6.   | Corridonia        | 29 | 26 | 12 | 5 | 9  | 27 | 33 | -6  |
|  | 8.   | Potenza Picena    | 26 | 26 | 9  | 8 | 9  | 30 | 32 | -2  |
|  | 9.   | Castelfidardo     | 24 | 26 | 10 | 4 | 12 | 37 | 35 | +2  |
|  | 9.   | Tolentino         | 24 | 26 | 10 | 4 | 12 | 30 | 40 | -10 |
|  | 11.  | Montegiorgio      | 17 | 26 | 5  | 7 | 14 | 23 | 40 | -17 |
|  | 12.  | Pro Calcio Ascoli | 16 | 26 | 6  | 4 | 16 | 20 | 42 | -22 |
|  | 13.  | Recanatese        | 14 | 26 | 5  | 4 | 17 | 25 | 62 | -37 |
|  | 14.  | Enzo Andreanelli  | 3  | 26 | 2  | 1 | 23 | 9  | 83 | -74 |

Legenda:

      Ammesso alle finali nazionali.
      Retrocesso in Seconda Categoria.
Note:

Due punti a vittoria, uno a pareggio, zero a sconfitta.
Osimana 1 punto di penalizzazione.
Enzo Andreanelli 2 punti di penalizzazioni.

## Finale regionale
|              | Risultati |                  | Luogo e data               |
| ------------ | --------- | ---------------- | -------------------------- |
| San Crispino | 0-1       | Falco Acqualagna | Senigallia, 22 maggio 1960 |
|              |           |                  |                            |

## Verdetti finali
- Falco ammesso alle finali interregionali.
- In seguito la Falco rinunciò alla promozione in Serie D per problemi finanziari e conseguentemente il San Crispino fu ammesso al suo posto.